# Anna Karenina (1997)
Anna Karenina ist die im Jahr 1997 produzierte Verfilmung des zwischen 1875 und 1877 geschriebenen gleichnamigen Romans von Leo Tolstoi. Die Hauptrolle ist mit Sophie Marceau besetzt. In dem ebenfalls im Russland des 19. Jahrhunderts spielenden Film entwickelt sich die Geschichte allerdings aus der Sicht von Konstantin Dmitrijewitsch Lewin (Alfred Molina), wobei sich Regisseur und Drehbuchautor Bernard Rose enger an die Buchvorlage hielt, als dies bei früheren Verfilmungen der Fall war.

## Handlung
Als Rahmenhandlung tritt der ungelenke Konstantin Dmitrijewitsch Lewin als Ich-Erzähler auf. Er erzählt von einem Albtraum, bei dem er von Wölfen gejagt in eine Grube stürzt und dort an einer Wurzel hängend von einem wütenden Bären bedroht wird. So empfindet er sein Leben: aussichtslos. Lewin kommt in Moskau an und will um die Hand der jungen und hübschen Fürstin Jekaterina Alexandrowna Schtscherbatski, allgemein Kitty gerufen, anhalten. Diese lehnt den Heiratsantrag jedoch ab, da sie sich einen Antrag des attraktiven jungen Kavallerieoffiziers Graf Alexei Kirillowitsch Wronski erhofft. Dieser empfindet Sympathie für Kitty, hegt aber keinerlei Heiratsabsichten.
Dann erzählt Lewin von Anna Karenina, der Schwester von Fürst Stepan („Stiwa“ gerufen) Arkadjewitsch Oblonski. Dieser ist mit Kittys älterer Schwester Darja Alexandrowna verheiratet, die Dolly genannt wird. Anna Karenina ist die schöne und kluge Frau des reichen, gefühllosen und viel älteren Fürsten Alexei Alexandrowitsch Karenin. Trotz ihres glanzvollen Daseins und der Nähe zum russischen Zarenhof führt sie ein einsames, unerfülltes Leben, ist unglücklich in ihrer Ehe und vom Leben enttäuscht. Ihr Gatte, ein hoher Regierungsbeamter, sieht in einer erfolgreichen Karriere das höchste Lebensziel und hat für seine junge Frau kein Verständnis. Als pflichtbewusste und treue Ehefrau und liebevolle Mutter eines neunjährigen Sohnes ist sie zwar zufrieden, aber wahre Leidenschaft hat sie nie erlebt.
Anna Karenina reist von Sankt Petersburg nach Moskau, um ihre Schwägerin Dolly wieder mit Stiwa zu versöhnen. Dieser hat eine Affäre mit einer ehemaligen Prostituierten begonnen, was sich allerdings keineswegs auf seine gesellschaftliche Stellung auswirkt. Direkt am Bahnhof begegnet Anna Karenina dem Grafen Wronski, der seine Mutter Gräfin Wronskaja vom Zug abholt. Die Damen sind miteinander im selben Abteil gereist und die beiden jungen Leute werden einander vorgestellt. Wronski verliebt sich bereits bei der ersten Begegnung am Moskauer Bahnhof in Anna Karenina, die er auf einem Ball wiedersieht, wo er Mazurka mit ihr tanzt, eifersüchtig beobachtet von der unglücklich verliebten Kitty.
Ein tragischer Zwischenfall scheint wie ein böses Omen für die Zukunft zu sein: ein Bahnhofsarbeiter stürzt, gerät zwischen die Gleise des Zuges und wird vor den Augen der entsetzten Fahrgäste vom wieder anfahrenden Zug überrollt und getötet.
Anna flieht förmlich vor Wronski und ihren Gefühlen heim nach St. Petersburg zu ihrem Mann und ihrem Sohn Serjosha. Wronski verfolgt sie im selben Zug, fährt allerdings in einem anderen Waggon. Anna wird von ihrem Gatten am Bahnhof abgeholt, wo es zu einer kurzen Begegnung der drei kommt. Nach anfänglichem Zögern lässt sich Anna Karenina schließlich doch auf eine Affäre mit Wronski ein und verstrickt sich dadurch in den klassischen Strudel von Pflicht und Neigung. Ihre Beziehung zu Wronski wird offenkundig, als dieser bei einem Pferderennen stürzt und sie darauf äußerst entsetzt reagiert. Der durch die Affäre entstehende Skandal treibt Anna ihrem tragischen Untergang zu.
Anna erwartet von ihrem Geliebten ein Kind und gesteht ihrem Mann ihr außereheliches Verhältnis. Karenin verweigert die Scheidung und verlangt von ihr, dass sie den Geliebten nie wieder sehen dürfe und sich in Hinkunft standesgemäß verhalten solle, ansonsten würde er ihr den Sohn entziehen. Schließlich erleidet sie eine Fehlgeburt, liegt im Sterben und ihr Mann verzeiht ihr. Als ihr Geliebter an ihr Sterbebett eilt, verzeiht er auch diesem angesichts der Leidenden. Heimgekehrt unternimmt Wronski einen Selbstmordversuch.
Wider Erwarten überlebt Anna, über den Verlust des Kindes hilft ihr die zur Beruhigung verordnete Einnahme von Opium hinweg. Wronski holt die noch immer Kranke aus dem ehelichen Haus und reist mit ihr nach Italien. Voller Heimweh und Sehnsucht nach ihrem Sohn will sie jedoch wieder zurück nach Russland. Ihr Geliebter, der ihretwillen seinen Dienst beim Militär quittiert und dadurch (zum Missfallen seiner Mutter) eine vielversprechende Karriere aufgegeben hat, kehrt mit ihr zurück. Er fühlt sich ohne seinen Beruf nicht ausgefüllt. Parallel dazu verläuft die Geschichte des wohlhabenden Großgrundbesitzers Lewin und seiner Vermählung mit der von Wronski zugunsten Annas verschmähten Kitty. Diese hatte ja Lewin zuerst wegen Wronski abgewiesen, war kurz drauf sehr krank geworden und hatte sich in ein deutsches Kurbad zurückgezogen. Die Verbindung wird nur zögerlich auf Dollys (Annas Schwägerin) Vermittlung hin eingegangen. Der zunächst zurückgewiesene Lewin wurde sich bei einem zufälligen Blick auf die im Wagen vorbeifahrende Kitty bewusst, dass er sie nach wie vor liebt. Die Beziehung zwischen den beiden vertieft sich mit der Zeit und sie führen eine äußerst glückliche Ehe, gekrönt durch die Geburt eines gemeinsamen Kindes.
Annas Noch-Ehemann nutzt Annas Situation derweil für seine Belange aus. Er steht unter dem Einfluss der religiösen Fanatikerin Gräfin Lydia Iwanowna (Fiona Shaw), einer Freundin des Hauses, die ihm inzwischen den Haushalt führt. Karenin verweigert weiterhin die Einwilligung in die Scheidung und beansprucht das Sorgerecht für den gemeinsamen Sohn, den Anna auch nicht sehen darf, obwohl der Vater selbst keinerlei emotionalen Bezug zu dem Kind hat. Lydia geht sogar so weit, dem Jungen zu erzählen, dass seine Mutter tot sei. Als Anna sich am Geburtstag des Jungen heimlich ins Haus schleicht, um dem Kind Geschenke zu bringen, wird sie von Karenin ertappt. Dieser jagt seine weinende Frau wütend aus dem Haus.
Anna, die sich mit der Situation nicht abfinden kann, wird immer unglücklicher und unzufriedener und ihre gesellschaftliche Ächtung wird bald so groß, dass es schließlich zur Katastrophe kommt. Ihr Geliebter geht wie gewohnt und sehr zum Missfallen Annas seinen Vergnügungen und gesellschaftlichen Verpflichtungen nach, während Anna ihm mehr und mehr misstraut. Unklugerweise schimpft sie bei einem Streit mit ihm über seine Mutter und beschuldigt diese, dass sie ihn mit deren neuen schönen Gesellschafterin verkuppeln wolle und er wohl auch nicht abgeneigt sei. Er gehe ja auch ohne sie zu diversen Dinners und in die Oper und begleite seine Mutter und deren junge Gesellschafterin. Anna verbringt die Abende und Nächte einsam grübelnd zu Hause – und mit Opium zu ihrer Beruhigung.
Ihr Geliebter scheint nur noch aus Pflichtgefühl bei ihr zu bleiben, seine Liebe ist abgekühlt. Und zu ihrem Ehemann, den sie inzwischen verabscheut und der nach wie vor die Scheidung verweigert, will sie auch nicht mehr zurück. Sie sieht keinen Ausweg mehr ohne eine gemeinsame Zukunft mit dem geliebten Mann und wirft sich vor einen Zug. Wronski meldet sich daraufhin freiwillig für den Krieg in Serbien (1877), in dem die Serben gegen die Türken revoltierten, denn auch er sieht in seinem Leben keinen Sinn mehr. Dies erzählt er Lewin, als beide zufällig im selben Zugabteil fahren, Wronski Richtung Front und Lewin nach Hause zu Frau und Sohn, von denen er freudig erwartet wird.

## Hintergrund
- Bernard Rose wählte Sean Bean für die Rolle von Graf Wronski, nachdem er ihn im Britischen Fernsehen in der Rolle des Richard Sharpe in der Sharpe-Serie gesehen hatte und der Meinung war, dass der Schauspieler in einer zeitgenössischen Militäruniform ganz und gar natürlich wirken würde und daher die Idealbesetzung sei.

- Dieser Film war die erste „westliche“ Produktion von Anna Karenina, die tatsächlich in Russland (Sankt Petersburg) – in der Zeit von Februar bis Juli 1996 – verfilmt wurde.
- Der Film spielte rund 2,2 Mio. US-Dollar ein.[2]

## Kritik
- Die OÖN schrieben am 3. Mai 1997, dass die Verfilmung große Ratlosigkeit hinterlasse. Bernard Rose habe mit Tolstoi ebenso wenig anzufangen gewusst wie mit seinen Schauspielern. Sophie Marceau husche mit schönem und blassem Gesicht durch die Gegend, befinde sich immerfort auf der Suche nach der (russischen) Seele. Fast möchte ihr der erschöpfte Zuschauer vor dem Sprung vor den Zug zurufen: „Spring, Mädchen, spring!“ Der hölzerne Sean Bean hätte als Pinocchio wohl eine bessere Figur gemacht, und James Fox agiere als betrogener Alexej A. Karenin wie ein melancholischer britischer Gentleman beim immerwährenden Fünfuhrtee.

- Der filmdienst 9/1997 hingegen meinte, dass der Film eng an die Vorlage angelehnt sei. Er zeige mit seiner aufwendigen Ausstattung und Detailtreue das Leben der feinen Gesellschaft, konzentriere sich dabei immer auf deren Psychologie und sei hervorragend fotografiert und besetzt.